# Греція на зимових Олімпійських іграх 1936
Греція на зимових Олімпійських іграх 1936 у Гармиш-Партенкірхені була представлена 1 спортсменом у 2 видах спорту.
Гірськолижний спорт
- Дімітріс Негрепонтіс

Лижні перегони
- Дімітріс Негрепонтіс